# Всеблазенніший, всеп'яніший і найшалапутніший собор
Всеблазенніший, всеп'яніший і найшалапутніший собор (рос. Всешутейший, всепьянейший и сумасброднейший собор) — пародія фактичного голови православної церкви в Московському царстві царя Петра I на Московську православну церкву, Московський Патріархат. Створено для розваг, питних веселощів, карнавальних дійств і т. ін.; своєрідна блазнівська «орденська організація», що об'єднувала царських однодумців. Цей собор проіснував близько 30 років — з початку 1690-х до середини 1720-х років, внісши свою лепту у сприйняття особи царя верствами московського суспільства як Антихриста. Він був створений Петром I з головною метою — дискредитації церкви й супроводжувався великою кількістю ненормативної лексики з горілчаною пиятикою, загально називали свою мову спілкування на такому соборі офеня. Риса цього «собору» мала виразне пародіювання обрядів християн: православних і католиків (собор очолювався «князем-папою», якого вибирали «кардинали»). Також «собор» московського царя був направлений на руйнування традицій московського повсякденного життя. Деякі дослідники культури вважають такий «собор» проявом типової для Петра I (як і для ряду його попередників, насамперед Івана Грізного) «анти-поведінки».
У селі Преображенському біля Москви, навпроти палацу, на березі р. Яузи було побудоване «потішне містечко», де було розташовано «Всеблазенніший, всеп'яніший і найшалапутніший собор».

## Історія
Історія собору веде свій початок з періоду юності Петра, більшу частину якої він провів у московській Німецькій слободі. Лютерани, що складали більшість населення тої слободи, в тому числі Франц Лефорт, справили неабиякий вплив на формування особистості царя, в тому числі на його сприйняття повсякденного московського життя, включаючи православну обрядовість, складність якої давалася взнаки у порівнянні зі звичаями протестантського культу. Крім того, традиція проведення західноєвропейських свят — асамблей, продемонструвала Петрові інший варіант святкового часу, що супроводжувався «пияцтвом і розпустою», незвичним для православних — в тому числі за участю жінок як повноправних співрозмовниць. Крім культурного середовища Німецької слободи, на Петра могло вплинути потім Велике посольство, а також подорож за кордон 1716-1717 років. Припускають, що на заході Петро також міг познайомитися з карнавальної культурою. Як стверджують дослідники, «деякі зі свят, що виявляють найбільш помітну схожість із західним карнавалом, були влаштовані не до, а саме після цього другого подорожування».
Також вказують, що це явище також «частково йде корінням у традиції блазенської культури скоморохів, коли починалися святочні веселощі з передражнюванням реального, цілком серйозного життя, з рядженими, жартами частенько непристойними, розгулом, пияцтвом і знущаннями над людьми».
Під впливом цих факторів дана карнавальна організація склалася з 1692 року. Вона існувала без сильних змін до смерті московського царя. Від Собору залишилася достатня кількість письмових джерел — свідчення сучасників, документи з інструкціями, що писалися для внутрішнього користування, наприклад, статути і список членів.

## У культурі
- «Преображенська серія[ru]» портретів учасників даного собору.
- Опис даного собору присутній в історичних працях В. О. Ключевського.
- Цей собор описаний в творах: «Петро I» Олексія Толстого й «Антихрист. Петро і Олексій» Дмитра Мережковського
- У комедії Григорія Горіна «Блазень Балакірєв».